# Paw królowej
Paw królowej – druga powieść Doroty Masłowskiej wydana przez wydawnictwo Lampa i Iskra Boża w 2005 roku. Jej akcja toczy się we współczesnej Warszawie. Pierwsze wydanie było ilustrowane przez Macieja Sieńczyka. Powieść została nagrodzona Nagrodą Literacką Nike w 2006 roku.